# Lorina Naci
Lorina Naci est une psychologue et neuroscientifique canadienne d'origine albanaise, née à Tirana. Elle est lauréate de la bourse « Jeunes talents internationaux » du programme L’Oréal-UNESCO pour les femmes et la science en 2017.

## Biographie
Native de Tirana, Lorina Naci effectue ses études en Albanie, puis grâce à une bourse d'études, dans une université américaine, l'Université de Géorgie située à Athens, avant d'obtenir un prix assorti d'une bourse d'études pour étudier en Angleterre, à l'Université de Cambridge. Elle y obtient un doctorat en sciences puis elle obtient un poste de chercheur à l'Université de Western Ontario située à London (Canada) pour travailler au Western’s Brain and Mind Institute, avec le neuroscientifique Adrian Owen (en). Elle épouse un scientifique canadien avec qui elle travaille
En 2017, elle est lauréate de la bourse « Jeunes talents internationaux » (International Rising Talents award) du programme L’Oréal-UNESCO Pour les femmes et la science,,.
Lorina Naci rejoint en 2017, le Global Brain Health Institute de Dublin et devient professeur assistant en psychologie au Trinity College de Dublin.

## Travaux
En 2013, elle développe avec le neuroscientifique Adrian Owen une méthode qui permet de communiquer avec des patients en état végétatif. Un patient dans un état dit végétatif, se trouvant à l’intérieur du scanner d’imagerie par résonance magnétique fonctionnelle (IRMf), a répondu à plusieurs questions simples par oui ou par non, ce qui a été perçu grâce à un test d’attention et à la neuro-imagerie permettant de lire dans les pensées. L'équipe d'Adrian Owen et Lorina Naci a utilisé, entre autres, un court-métrage de huit minutes d'Alfred Hitchcock au suspense haletant (Bang ! You're Dead, réalisé en 1954)
En 2014, dans le prolongement de cette expérience, l'équipe canadienne a également projeté un film d’Alfred Hitchcock à un groupe de volontaires sains ainsi qu’à deux patients dans le coma,. Puis, en analysant l'activité cérébrale de ces derniers par IRM fonctionnelle, ils constatent que le cerveau de l'un d'eux, un jeune homme, réagit au film comme celui d’une personne saine ; par contre, aucune activité n’est constatée dans le cerveau de l'autre patient, une jeune femme. 
Cette découverte fait l'objet d'une large couverture médiatique. Ses travaux sont cités notamment par la CBC, la BBC, Science, Nature , le New Scientist  ou le magazine mensuel français Sciences et Avenir.